# Marcus Johansson
För fotbollsspelaren född 1994, se Marcus Johansson, för fotbollsspelaren född 1993, se Marcus Johansson (fotbollsspelare född 1993). Se även Markus Johansson.

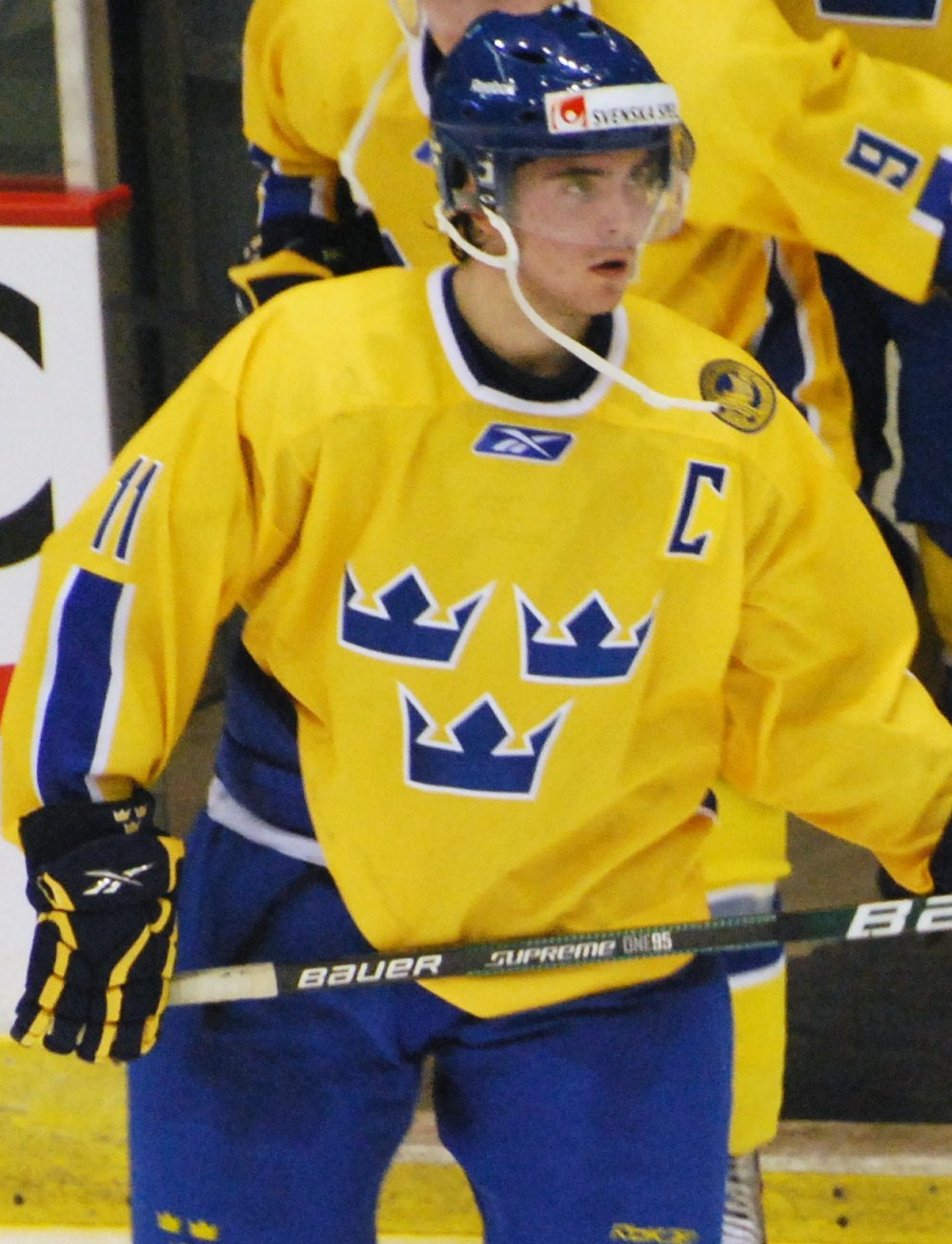
Marcus Johansson i juniorlandslaget.

Marcus Johansson, född 6 oktober 1990 i Landskrona, är en svensk ishockeyspelare som spelar för Minnesota Wild i NHL.
Han har tidigare spelat på NHL-nivå för Seattle Kraken, Minnesota Wild, Buffalo Sabres, Boston Bruins, New Jersey Devils och Washington Capitals och på lägre nivåer för Hershey Bears i AHL, Färjestad BK i SHL, Skåre BK i Division 1 samt Färjestad BK och Malmö Redhawks i J18 Allsvenskan.

## Spelarkarriär

### Ungdomsår

#### Malmö Redhawks
Marcus Johansson inledde sin karriär i Landskronaklubben IF Lejonet och fortsatte sedan till Malmö Redhawks J18-trupp där han spelade under säsongen 2005–06 då han var 15 år gammal.

#### Färjestads BK
Säsongen efter värvades han till Färjestads BK:s juniortrupp och gjorde 14 poäng på 12 matcher. Säsongen efter spelade han fortfarande i J18-truppen och efter 38 poäng på 22 matcher flyttades han upp till Skåre BK. Efter att ha gjort 12 poäng på 19 matcher lyckades han ta en plats i Färjestads A-trupp. Bara några veckor senare tog han en plats i den svenska trupp som spelade final i JVM där han dessutom utsågs med kaptensbindeln. Johansson svarade för en stabil säsong 2009–10, då han noterades för 10 mål och 20 poäng på 42 spelade matcher i Färjestads BK.

### NHL

#### Washington Capitals
Johansson valdes i den första rundan som 24:e spelare totalt av Washington Capitals i 2009 års NHL-draft. Han skrev på ett treårigt entry level-kontrakt med Capitals den 17 maj 2010, till ett värde av 2,7 miljoner dollar. Sin första säsong i NHL spelade Johansson 69 matcher och gjorde 13 mål och 14 assist för totalt 27 poäng.
Under NHL lockouten 2012–13 spelade Johansson för BIK Karlskoga i Hockeyallsvenskan fram till dess att lockouten till sist upphörde.
Den 7 september 2013 skrev Johansson på ett nytt tvåårskontrakt med Washington värt 4 miljoner dollar.
Johansson skrev på ett nytt ettårskontrakt värt 3,75 miljoner dollar den 1 augusti 2015.
Han skrev på en treårig kontraktsförlängning med Capitals den 20 juli 2016 värd 13,75 miljoner dollar.

#### New Jersey Devils
Den 2 juli 2017 blev han tradad till New Jersey Devils i utbyte mot ett draftval i andra rundan 2018 (Martin Fehérváry) och ett draftval i tredje rundan 2018 (som senare byttes mellan flera olika klubbar och hamnade hos San Jose Sharks som valde Linus Karlsson).

#### Boston Bruins
Han tradades till Boston Bruins den 25 februari 2019 i utbyte mot ett draftval i andra rundan 2019 och ett draftval i fjärde rundan 2020. Johansson spelade sammanlagt 22 matcher i slutspelet innan hans Boston Bruins förlorade den sjunde och avgörande matchen i 2019 års Stanley Cup-final mot St Louis Blues.

#### Buffalo Sabres
I egenskap av free agent, skrev Johansson i juli 2019 på ett tvåårigt kontrakt värt 4,5 miljoner dollar årligen med Buffalo Sabres. Johansson spelade sin 600:e match i NHL som medlem i Buffalo Sabres och gjorde sammanlagt 30 poäng på 60 matcher. 

#### Minnesota Wild
Den 16 september 2020 meddelades att Johansson trejdats från Buffalo till Minnesota i utbyte mot Eric Staal. Johansson uttalades sig positivt om trejden som enligt honom skulle kunna innebära en återflytt till centerpositionen. Flytten till Minnesota innebär att Johansson återförenas med Dean Evason som var assisterande tränare när Johansson spelade för Washington Capitals.

## Privatliv
Han är yngre bror till ishockeyspelaren Martin Johansson.

## Statistik

### Klubbkarriär
| 2007–08           | Färjestads BK           | Elitserien        | —   | —   | —   | —   | —   | 3  | 0  | 0  | 0  | 0 |
| 2008–09           | Färjestads BK           | Elitserien        | 45  | 5   | 5   | 10  | 10  | 6  | 0  | 0  | 0  | 0 |
| 2009–10           | Färjestads BK           | Elitserien        | 42  | 10  | 10  | 20  | 10  | 7  | 0  | 5  | 5  | 2 |
| 2010–11           | Hershey Bears           | AHL               | 2   | 0   | 0   | 0   | 0   | —  | —  | —  | —  | — |
|                   | Washington Capitals     | NHL               | 69  | 13  | 14  | 27  | 10  | 9  | 2  | 4  | 6  | 0 |
| 2011–12           | Washington Capitals     | NHL               | 80  | 14  | 32  | 46  | 8   | 14 | 1  | 2  | 3  | 0 |
| 2012–13           | BIK Karlskoga (lockout) | Allsvenskan       | 16  | 8   | 10  | 18  | 8   | —  | —  | —  | —  | — |
| 2012-13           | Washington Capitals     | NHL               | 34  | 6   | 16  | 22  | 4   | 7  | 1  | 1  | 2  | 0 |
| 2013–14           | Washington Capitals     | NHL               | 80  | 8   | 36  | 44  | 4   | —  | —  | —  | —  | — |
| 2014–15           | Washington Capitals     | NHL               | 82  | 20  | 27  | 47  | 10  | 14 | 1  | 3  | 4  | 2 |
| 2015–16           | Washington Capitals     | NHL               | 74  | 17  | 29  | 46  | 16  | 12 | 2  | 5  | 7  | 2 |
| 2016–17           | Washington Capitals     | NHL               | 82  | 24  | 34  | 58  | 10  | 13 | 2  | 6  | 8  | 2 |
| 2017–18           | New Jersey Devils       | NHL               | 29  | 5   | 9   | 14  | 14  | 3  | 0  | 0  | 0  | 0 |
| 2018–19           | New Jersey Devils       | NHL               | 48  | 12  | 15  | 27  | 8   | —  | —  | —  | —  | — |
| 2018-19           | Boston Bruins           | NHL               | 10  | 1   | 2   | 3   | 0   | 22 | 4  | 7  | 11 | — |
| 2019-20           | Buffalo Sabres          | NHL               | 60  | 9   | 21  | 30  | 20  | —  | —  | —  | —  | — |
| NHL totalt        | NHL totalt              | NHL totalt        | 648 | 129 | 235 | 364 | 104 | 94 | 13 | 28 | 41 | 6 |
| Elitserien totalt | Elitserien totalt       | Elitserien totalt | 87  | 15  | 15  | 30  | 20  | 16 | 0  | 5  | 5  | 2 |

### Internationellt
| År            | Lag           | Turnering     | Matcher | Mål | Assist | Poäng | Utv |
| ------------- | ------------- | ------------- | ------- | --- | ------ | ----- | --- |
| 2009          | Sverige       | JVM           | 6       | 2   | 0      | 2     | 0   |
| 2010          | Sverige       | JVM           | 5       | 1   | 5      | 6     | 29  |
| 2014          | Sverige       | OS            | 5       | 0   | 1      | 1     | 4   |
| Junior totalt | Junior totalt | Junior totalt | 11      | 3   | 5      | 8     | 29  |